# Ana Higueras
Pour les articles homonymes, voir Higueras (homonymie).
Ana Higueras Aragón, née en 1944 à Madrid, est une soprano espagnole.

## Famille
Elle est issue d'une grande famille d'artistes : elle est la fille du sculpteur Jacinto Higueras Cátedra et la nièce de la soprano Lola Rodríguez Aragón et du metteur en scène Modesto Higueras Cátedra.
Elle est également la petite-fille du sculpteur Jacinto Higueras, auquel elle a rendu hommage dans la ville de Jaén.

## Biographie
Elève prodige, elle débute à 14 ans au Conservatoire royal supérieur de musique de Madrid.
En 1965, elle gagne le Concours International de chant de Toulouse, au théâtre du Capitole.
Soprano de spécialité, elle travaille sur plusieurs compositions musicales, notamment avec Pablo Sorozábal.